# Impatiens disotis
Impatiens disotis är en balsaminväxtart som beskrevs av Joseph Dalton Hooker. Impatiens disotis ingår i släktet balsaminer, och familjen balsaminväxter. Inga underarter finns listade i Catalogue of Life.